# Lista odcinków serialu Miodowe lata
Artykuł przedstawia listę wyemitowanych odcinków serialu Miodowe lata (1998–2003) oraz Całkiem nowe lata miodowe (2004).
Przy wybranych odcinkach podano także w nawiasach oryginalne tytuły anglojęzycznych pierwowzorów w serialu The Honeymooners i w skeczach Jackie Gleason Show.

## Seria pierwsza (jesień 1998–zima 1999)
| Nr  | Tytuł                                                        | Opis odcinka | Data pierwszej emisji | Czas trwania |
| --- | ------------------------------------------------------------ | --- | --------------------- | ------------ |
| 1.  | Żywe zwłoki („A Matter of Life and Death”)                   | Karol Krawczyk, wskutek pomylenia wyników badań psa ze swoimi, uznaje, że jest śmiertelnie chory i zostało mu tylko pół roku życia. Sprzedaje swoją historię brukowej prasie, a po wyjaśnieniu pomyłki nie wie, jak się z tego wycofać, więc brnie dalej. Tymczasem jego świetny plan ma jednak pewną, poważną wadę – Karol Krawczyk nie umiera. | 13 października 1998  | 24 minuty    |
| 2.  | List do szefa („Letter to the Boss”)                         | Karol Krawczyk zostaje zwolniony z pracy. Przychodzi do domu zdruzgotany. Po 9 latach wiernej pracy – nagłe wypowiedzenie z pracy. Więc postanawia napisać list do szefa. Wyrzuca z siebie całą złość, wszystkie żale i pretensje. Po czym daje list Tadziowi, aby ten go wysłał. Po jakimś czasie okazuje się, że kolega Karola przynosi rewelacyjną wiadomość: Karol został awansowany. Po pracy idzie po podwójną megapizzę.                                                                                           | 20 października 1998  | 24 minuty    |
| 3.  | Głowa rodziny („Head of the House”)                          | Karol Krawczyk i Tadzio Norek zostają zaczepieni przez dziennikarza i zapytani o to, kto jest głową rodziny. Tadzio boi się powiedzieć, że on, a wstyd przyznać, że w domu rządzi żona. Karol wpada we własne sidła. Nie pozostaje mu nic innego, jak udowodnić, że to on jest szefem. Zapraszają na męski wieczór przy kieliszku. Panowie upijają się w sztok. Wywiad czytają również koledzy z pracy. Potem nabierają do Karola szacunku. Żony dobrze wiedzą, jak poradzić sobie ze swoimi wyemancypowanymi mężami.     | 27 października 1998  | 25 minut     |
| 4.  | Kucharz przyszłości („Better Living Through TV”)             | Karol Krawczyk i Tadzio Norek zaczynają prowadzić telezakupy w lokalnej stacji telewizyjnej. Są przekonani, że natychmiast się na tym wzbogacą, jednak to im nie wychodzi. | 3 listopada 1998      | 24 minuty    |
| 5.  | Kto PIT-a, nie błądzi („The Worry Wart”)                     | Karol zostaje wezwany do urzędu skarbowego. W związku z tym stara się przypomnieć sobie o dochodach, które rzekomo ukrył w zeznaniu podatkowym. | 10 listopada 1998     | 25 minut     |
| 6.  | Witaj mamo („Hello, Mom”)                                    | Karol nie zgadza się na wizytę swojej teściowej, dlatego wyprowadza się do Tadzia Norka. Powoduje to, że Danusia przeprowadza się do Aliny. Wkrótce, albowiem okazuje się, że wizyta teściowej może rozbić aż dwa małżeństwa. | 17 listopada 1998     | 25 minut     |
| 7.  | Robot kuchenny („A Woman’s Work Is Never Done”)              | Karol Krawczyk nie docenia trudu żony włożonego w domowe obowiązki, więc ta szuka dla siebie pracy, a Karolowi każe zatrudnić pomoc domową. Jednak "Jadwiga", gosposia Krawczyków nie jest taka, jaką sobie wymarzyli – odmawia pracy, więc Karol zmuszony jest sam zająć się pracami w domu. | 24 listopada 1998     | 25 minut     |
| 8.  | Mocne plecy („Oh, My Aching Back”)                           | Karol, chcąc uniknąć wyjazdu do mamusi Aliny, udaje, że jest chory, a Alina się w tym szybko orientuje. Później Karol idzie na mecz i naciąga sobie plecy. | 1 grudnia 1998        | 24 minuty    |
| 9.  | Golfista („The Golfer”)                                      | Wraz z pojawieniem się nowego szefa, w zajezdni krążą plotki, że Karol awansował na zastępcę kierownika ruchu. Rzecz tylko w tym, że świeżo mianowany kierownik Barczak nie wie o jego istnieniu. Aby zadbać o właściwy wizerunek, Karol potwierdza, że interesuje się golfem. Nowy kierownik jest pasjonatem tej gry i zaprasza Karola do wspólnej rozgrywki. Karol nie może się poddać, wypożycza strój golfisty oraz trenuje pod okiem Tadzia zgodnie z zaleceniami popularnego poradnika pt. „Nauka golfa w weekend”. | 8 grudnia 1998        | 24 minuty    |
| 10. | Ptak na parapecie („A Matter of Record”)                     | Karol, obrażając teściową, traci na 3 tygodnie Alinę. Tadzio Norek doradza przyjacielowi, aby ten nagrał taśmę i wysłał kasetę swojej żonie. Ma to odwrotny skutek i Alina zamiast przyjść do Karola, odchodzi od niego na zawsze. Okazuje się też, że Tadeusz Norek zachorował na świnkę i w związku z tym traci na 2 tygodnie Danutę. | 15 grudnia 1998       | 25 minut     |
| 11. | Na nowej drodze życia („Here Comes the Bride”)               | Okazuje się, że Stasio – kolega Karola z pracy żeni się z siostrą Aliny – Agatką. Karol jako doświadczony mąż daje Stasiowi parę dobrych rad, jeśli chodzi o małżeństwo. Stasio z zadziwiającą dokładnością skorzystał z nich od razu po ślubie. | 29 grudnia 1998       | 25 minut     |
| 12. | Karol Krawczyk S.A. („Ralph Kramden, Inc.”)                  | Karol, jak zwykle, boryka się z brakiem pieniędzy. Niespodziewanie jego mieszkanie odwiedza adwokat, który informuje, że Karol został wymieniony w testamencie pewnej bardzo bogatej staruszki, którą woził tramwajem. Karol spodziewa się wielkiego majątku. | 5 stycznia 1999       | 24 minuty    |
| 13. | Przed pierwszą gwiazdką („'Twas the Night Before Christmas”) | Krawczykowie szykują się do świąt. Karol, jak zwykle oszczędzając, kupił w kiosku szkatułkę, myśląc, że była ona własnością cesarza Japonii. Orientuje się, kiedy sąsiadka Grzelakowa uprzedziła go, dając Alinie taką samą szkatułkę. | 22 grudnia 1998       | 25 minut     |

## Seria druga (wiosna 1999)
| Nr  | Tytuł                                          | Opis odcinka | Data pierwszej emisji | Czas trwania |
| --- | ---------------------------------------------- | --- | --------------------- | ------------ |
| 14. | Niespodzianka urodzinowa („Pardon My Glove”)   | Karol z Tadziem znajdują dowód, iż Alina szykuje Karolowi przyjęcie urodzinowe. Ala zmienia jednak plany w ostatniej chwili, przenosząc imprezę na następny dzień. | 6 kwietnia 1999       | 27 minut     |
| 15. | Awans („Mind Your Own Business”)               | Karol namawia Tadzia, aby ten z determinacją walczył o podwyżkę. W efekcie Tadek ląduje na bruku. Aby nie martwić Karola, udaje, że w nowej pracy jest mu fantastycznie. Teraz Karol zaczyna zastanawiać się nad zmianą posady. | 13 kwietnia 1999      | 25 minut     |
| 16. | Sierżant roku („The Loudspeaker”)              | Tadzio i Karol należą do elitarnego klubu byłych sierżantów elitarnych jednostek desantowych. Karol jest przekonany, że w tym roku właśnie jemu przypadnie zaszczytny tytuł klubowego Sierżanta Roku. Z tego powodu przygotowuje się do ceremonii wręczenia nagród. | 20 kwietnia 1999      | 25 minut     |
| 17. | Pieskie życie („A Dog’s Life”)                 | Alina bierze szczeniaczka ze schroniska i zamierza się nim opiekować. Karol natomiast kategorycznie nie zgadza się na trzymanie w domu psa. Karol jest wściekły. | 27 kwietnia 1999      | 24 minuty    |
| 18. | Lewa forsa („Funny Money”)                     | Karol znalazł w tramwaju walizkę. Ponieważ nikt się po nią nie zgłosił, tajemniczy bagaż staje się jego własnością. Po powrocie do domu okazuje się, że zawartość walizki stanowi duża suma pieniędzy. Karol nawet nie spodziewa się, że pieniądze są fałszywe, a gangsterzy są już na tropie. | 4 maja 1999           | 24 minuty    |
| 19. | Eksmisja („Please Leave the Premises”)         | Karol i Tadeusz dostają podwyżki czynszu. Wściekły Karol odmawia płacenia, na domiar złego popada w apatię i barykaduje się w mieszkaniu. Administracja domu wzywa na pomoc policję, a nawet wyłączają w środku zimy gaz, wodę, ogrzewanie i elektryczność. | 11 maja 1999          | 25 minut     |
| 20. | Odpowiedź za 99.000 zł. („The $99,000 Answer”) | Karol bierze udział w teleturnieju z główną nagrodą wynoszącą 99.000 zł. Wybiera kategorię „muzyka ludowa” i ma tydzień na przygotowanie się do teleturnieju. | 18 maja 1999          | 24 minuty    |
| 21. | Mój braciszek Karol („Brother Ralph”)          | Karol zostaje zawieszony w pracy. Aby przetrwać, musi zgodzić się, by Alina poszła do pracy. Alina idzie na wstępną rozmowę. Chcąc dostać pracę sekretarki w prywatnej firmie, udaje, że mieszka z bratem. Jej nowy szef jest nią wyraźnie zainteresowany. | 25 maja 1999          | 27 minut     |
| 22. | Lunatyk („The Sleepwalker”)                    | Okazuje się bowiem, że Tadeusz Norek jest lunatykiem. Danka wypruwa sobie żyły, widząc, jak jej mąż po nocy łazi po dachach budynków. W rezultacie Karol spędza u Tadka noce, aby go uchronić przed nocnymi wędrówkami. Aż wreszcie doktor Zawisza postanawia zahipnotyzować Tadzia. | 1 czerwca 1999        | 25 minut     |
| 23. | Smak wolności („Unconventional Behavior”)      | Karol i Tadek, jadąc na doroczne spotkanie Klubu Sierżanta, muszą zabrać żony. Na dworcu jednak gubią się z nimi i odjeżdżają sami. W pociągu Tadek dla żartów przykuwa się do Karola kajdankami, do których, jak się okazuje, nie posiada kluczyka. | 8 czerwca 1999        | 31 minut     |
| 24. | Przybysz z kosmosu („The Man from Space”)      | W ramach "Balu Tramwajarza" organizowany ma być konkurs na najlepsze przebranie, a główną nagrodą jest 1000 zł. Karol chce zwiększyć swoje szanse poprzez wypożyczenie profesjonalnego kostiumu z teatru. Potrzebuje na to 50 zł. Chce je pożyczyć od Tadzia, ale okazuje się, że Tadek też ma ochotę na główną nagrodę i sam wypożycza kostium. Doprowadza to do wielkiej kłótni. Okazuje się, że to jest jeden, poważny problem – brakuje pieniędzy na strój na bal.                                            | 15 czerwca 1999       | 24 minuty    |
| 25. | Wspaniały kumpel („Pal o’ Mine”)               | Między Tadziem i Karolem dochodzi do poważnej kłótni. Okazuje się, że włożył na palec pierścionek. Na domiar złego przyjaciele obrażają się na siebie. Karol postanawia jednak znaleźć sobie innego kolegę. Sprowadza więc do domu Zenka Klucznego. Nowy kumpel męża natychmiast naraża się Alinie. Wydaje się, że przyjaźń Tadzia i Karola została definitywnie zakończona. Wkrótce do Krawczyków wchodzi jeden z kanalarzy. Okazuje się jednak, że Tadek ulega wypadkowi i trafia do szpitala w ciężkim stanie. | 22 czerwca 1999       | 25 minut     |
| 26. | Magia sceny („On Stage”)                       | Podrzędny reżyser, Malicki, który zarabia na przedstawieniach charytatywnych, wmawia Karolowi, że ma on wielki talent aktorski. Karol jednak w to wierzy i organizuje przedstawienie na rzecz Klubu Sierżanta. Alina i Karol czytają scenariusz do przedstawienia. | 29 czerwca 1999       | 30 minut     |

## Seria trzecia (jesień 1999)
| Nr  | Tytuł                                      | Opis odcinka | Data pierwszej emisji | Czas trwania |
| --- | ------------------------------------------ | --- | --------------------- | ------------ |
| 27. | Decydujący głos („The Deciding Vote”)      | Karol chciałby zostać szefem warszawskiego oddziału Klubu Sierżanta. Przegrywa wybory jednym głosem i podejrzewa, że został on oddany przez Tadka. | 7 września 1999       | 32 minuty    |
| 28. | TV or not TV („TV or Not TV”)              | Norkowie i Krawczykowie postanawiają kupić na spółkę nowy telewizor. Niestety, wkrótce okazuje się, że każdy chce oglądać to, co interesuje jego samego… Potem Karol i Tadzio oglądają Kosmicznego Kapitana, a pod koniec oglądają Bolka i Lolka w kosmosie. | 14 września 1999      | 31 minut     |
| 29. | Odmienny stan („Expectant Father”)         | Podczas kursu tramwajem, Karol zauważa, jak Alina i Danka wychodzą od ginekologa. Informuje o tym Tadka. Panowie kłócą się o to, która z małżonek jest w ciąży. Postanawiają się przygotować na narodziny dziecka. | 21 września 1999      | 25 minut     |
| 30. | Męska duma („A Man’s Pride”)               | Karol spotyka swojego dawnego przyjaciela i opowiada mu, że jest szefem tramwajów miejskich. Gdy ten mówi mu, że przyjdzie do niego do biura, zdezorientowany Karol postanawia prosić dyrektora Jana Marszałka o pomoc. | 28 września 1999      | 27 minut     |
| 31. | Dzikość serca („Mama Loves Mambo”)         | Do kamienicy wprowadza się ciemnoskóry DJ z dyskoteki – Hakeem Jordan. Jego "dyskotekowy" styl bycia, a także wyjątkowa uprzejmość w stosunku do kobiet wyraźnie imponują wszystkim mieszkankom kamienicy, w tym Alinie i Dance. Zazdrośni Tadek i Karol postanawiają również zostać gentlemanami wobec swoich żon, co dla tych ostatnich szybko staje się nie do zniesienia. | 5 października 1999   | 32 minuty    |
| 32. | Opiekunka do dziecka („The Baby Sitter”)   | Alina postanawia kupić telefon. Karol, jak zwykle, jest przeciwny wszelkim zmianom i uważa, że nie stać ich na telefon. Alinie przytrafia się okazja zarobienia pieniędzy przy opiece na dzieckiem, o czym Karol nie ma zielonego pojęcia. | 12 października 1999  | 33 minuty    |
| 33. | Duży miś („Two Men on a Horse”)            | Karol wraz z Tadkiem szukają sposobu na zarobienie pieniędzy. Wpadają na pomysł obstawienia wyścigów konnych. Wszystkim innym osobom będącym wówczas na wyścigach rozpowiadają, by stawiali pulę na konia o imieniu "Duży Miś", a sami są przekonani, że wygra koń o imieniu "Walencja" i to właśnie na niego stawiają wszystkie pieniądze. Jednak wszystko zmienia się podczas wyścigu i zawody wygrywa "Duży Miś". | 19 października 1999  | 32 minuty    |
| 34. | Wielka szansa („Opportunity Knocks But”)   | Dyrektor Jan Marszałek zaprasza Karola i Tadka do siebie do domu, aby ci wytłumaczyli mu, jak się gra w bilard. Karol postanawia wykorzystać szansę i przypodobać się szefowi. Niestety, to Tadek robi na Janie Marszałku większe wrażenie. | 26 października 1999  | 25 minut     |
| 35. | Na ryby („Something Fishy”)                | Jak co roku, członkowie Klubu Sierżanta wyjeżdżają na parę dni łowić ryby. Zwykle wszyscy brali ze sobą żony. Tym razem jednak Karol podnosi podczas zebrania klubu protest, zachęcając kolegów do pozostawienia żon w domu. | 2 listopada 1999      | 35 minut     |
| 36. | Fatum, Los, Przeznaczenie („Lucky Number”) | Karol uskarża się na bóle pleców, bierze wolne w pracy i mówi potem Alinie, że idzie do lekarza. Jest to jednak wymówka, dzięki której może pójść z Tadziem na mecz. Okazuje się, że dzięki szczęśliwemu zrządzeniu losu wygrywa tam 5000 zł i występ w reklamie telewizyjnej. Co więcej, w ramach nagrody ma wystąpić w reklamie telewizyjnej. Gdy na miejscu okazuje się, że Alina poznaje prawdę, martwi się, że kiedy szef jej męża zobaczy ową reklamę w telewizji, wyrzuci Karola z pracy za kłamstwo i niedołęstwo.                | 9 listopada 1999      | 32 minuty    |
| 37. | Sprawa wielkiej wagi („A Weighty Problem”) | Inspektor BHP informuje Karola o tym, że ten robi się za gruby, by prowadzić tramwaj. Stawia mu ultimatum – albo Karol schudnie, albo straci pracę w tramwajach. Za parę dni ma zgłosić się do przychodni zakładowej na kontrolę wagi i musi do tego czasu zrzucić kilka kilogramów, bo inaczej w przeciwnym razie straci pracę. | 16 listopada 1999     | 34 minuty    |
| 38. | Alina i Blondyna („Alice and the Blonde”)  | Szef Karola, odmienił swoje życie. Ma nowy dom i nową żonę. Karol, chcąc się przypodobać, informuje szefa, że zna wybitnego dekoratora wnętrz, który może fachowo ocenić wystrój domu. W tej roli ma wystąpić Tadek. Jan Marszałek zaprasza ich na wieczór. Alina i Danka mają pretensje, że mężowie nigdzie ich nie zabierają, więc panowie postanawiają iść razem z nimi. Jednak podczas wieczoru wcale nie interesują się żonami, gdyż są zajęci adorowaniem Pameli – uroczej, choć niezbyt inteligentnej żony Jana Marszałka.         | 23 listopada 1999     | 30 minut     |
| 39. | Wiecznie młodzi („Young at Heart”)         | Alinka narzeka, że Karol podtatusiał. Karol postanawia udowodnić jej, że jest wiecznie młody i zaprasza ją na rolki. Sęk w tym, że nie potrafi jeździć, a mimo tego sądzi, że doświadczenie łyżwiarskie z młodości zupełnie wystarczy. | 30 listopada 1999     | 28 minut     |
| 40. | Pieśń strudzonego renifera                 | Zbliża się Wigilia. Karol postanawia nic przed Wigilią nie robić. Ala się z nim pokłóciła, przypomina mu o przedstawieniu, w którym mają zagrać: oni i Norkowie. Karol z Tadkiem piszą piosenkę o strudzonym reniferze. Na domiar złego matka Aliny wyrzuca z domu ojca. Podczas ich występu przydarza się pewna niespodzianka… Potem do domów Krawczyków na "męską" Wigilią przychodzą kolejno: Kurski, supersierżant Zdobysław Kawałek, Ruda, młody sąsiad, Grzelakowa, Poldek Misiak, a na koniec Alina, Danuta, matka Aliny i Karola. | 25 grudnia 1999       | 54 minuty    |

## Seria czwarta (wiosna 2000)
| Nr  | Tytuł                                               | Opis odcinka | Data pierwszej emisji          | Czas trwania |
| --- | --------------------------------------------------- | --- | ------------------------------ | ------------ |
| 41. | Gwiazda reklamy („Ralph’s Sweet Tooth”)             | Ze względu na niepowtarzalną osobowość Karol Krawczyk otrzymuje propozycję wystąpienia w reklamie czekoladowych batoników "Chrupiące łakomczuszki". Początkowo nie może się nauczyć swojej kwestii, bo Tadzio dekoncentruje go chrupaniem, ale prawdziwe nieszczęście dopada go nocą... Rano Tadeusz zabiera przyjaciela do dentysty, lecz Karola ogarnia strach i, korzystając z nieuwagi stomatologa i jej asystentki, ucieka z gabinetu. Zabiera ze sobą znieczulający żel. | 24 marca 2000                  | 36 minut     |
| 42. | Wariackie papiery („A Little Man Who Wasn’t There”) | Szef Karola poleca mu wizytę u psychiatry z powodu nadmiernego rozdrażnienia. Psychiatra uświadamia Karolowi, że to Tadzio Norek jest powodem jego nerwowości i Karol koniecznie musi zerwać z nim wszelkie stosunki. | 31 marca 2000                  | 33 minuty    |
| 43. | Safari                                              | Karol postanawia wziąć udział w zawodach survivalowych – „Safari dla prawdziwych mężczyzn”, czyli spływie pontonami wzdłuż Nilu. Domowe przygotowania traktuje bardzo poważnie, co staje się dla Aliny nie do wytrzymania. | 7 kwietnia 2000                | 33 minuty    |
| 44. | List miłosny („Love Letter”)                        | W książce kucharskiej, którą Danka pożyczyła Ali, znajduje się list do Danki. Okazuje się, że jest to list, który Tadzik napisał Dance przed ich ślubem. Zdenerwowany Karol, myśląc, że Ala już go nie kocha, idzie do grafologa. | 14 kwietnia 2000               | 35 minut     |
| 45. | W pułapce („Trapped”)                               | W sali bilardowej Karol zwierza się z pewnej prawidłowości. Gdy jest sam, to całkiem nieźle radzi sobie w życiu i jeszcze lepiej gra w bilard, którego prowadzi Rysio. Problemy zaczynają się, gdy tylko w pobliżu pojawia się jego przyjaciel, Tadzio Norek. Wręcz zaczyna go prześladować pech, który rzeczywiście wkrótce daje o sobie znać – okazuje się, że Karol jest jedynym świadkiem napadu, ale obawia się złożyć donos na komisariacie policji. Chwilę później, opowiadając zdarzenie Tadkowi, przypadkiem przy bandziorze, zdradza swój adres zamieszkania. Niestety dwaj bandyci, „Kaszana” i „Kabanos”, zdobywają jego adres i postanawiają uciszyć jedynego świadka. Uzbrojeni przestępcy napadają na mieszkanie Krawczyków i przypadkowo biorą Karola, Tadzia i Alinę jako zakładników, gdy tymczasem policja jest już na ich tropie. | 4 lutego 2000 28 kwietnia 2000 | 31 minut     |
| 46. | Menadżer („Manager of the Baseball Team”)           | Karol wraca do domu szczęśliwy z pracy. Oznajmia Dance, Tadziowi i Alinie, że dostał awans i zostanie menadżerem w tramwajach. Gdy Karol wychodzi z domu po zakupy, Alina dostaje telefon, z którego wynika, że Karol zostaje menadżerem drużyny FC Albatros, a nie tramwajów. | 5 maja 2000                    | 32 minuty    |
| 47. | Leśne zacisze („Cottage For Sale”)                  | Karol z Tadkiem chcą kupić dom letniskowy. Udaje im się przekonać żony. Umiejętnie wprowadzeni w błąd przez sprzedawców kupują domek klasy "de luxe" przekonani, że zrobili interes życia. Po dotarciu na miejsce czeka ich niemiła niespodzianka... | 12 maja 2000                   | 37 minut     |
| 48. | Business lunch („Dinner Guest”)                     | W zajezdni tramwajowej szykują się awanse. Karol postanawia zaprosić dyrektora Jana Marszałka z małżonką Pamelą do siebie na kolację, by zbliżyć się do szefa i zwiększyć swoje szanse. | 19 maja 2000                   | 36 minut     |
| 49. | Telefon do dozorcy („Dial J for Janitor”)           | Karol jest zdenerwowany tym, że dozorca kamienicy w ogóle nie reaguje na wezwania. Postanawia zostać nowym gospodarzem, myśląc, że sobie poradzi. Okazuje się jednak, że nowa praca sprawia mu dużo trudności. Co prawda, Tadeusz Norek i Karol Krawczyk idą do piwnicy, żeby sprawdzić wodę, ale Karol Krawczyk otwierał zawór, a potem palec Karola ulega wypadkowi. | 26 maja 2000                   | 34 minuty    |
| 50. | Ciocia Jadzia („Good Bye Aunt Ethel”)               | Do mieszkania Krawczyków wprowadza się ciocia Jadzia. Karol nie jest zadowolony, ponieważ nie lubi jej i musi spać na polówce w kuchni, zamiast we własnym łóżku! Po konsultacji z Tadkiem, Karol próbuje znaleźć partnera dla cioci, żeby ta tylko wyjechała. Tadzio przypomina sobie o znajomym rzeźniku – Mietku Capale. Podczas spotkania, przychodzi znajomy Karola, Zenek Kluczny. W końcu udaje się doprowadzić do tego, że ciocia i rzeźnik wyszli razem, ale po ich powrocie Karol nie jest zadowolony. | 2 czerwca 2000                 | 39 minut     |
| 51. | Idol („Hero”)                                       | Karol, chcąc się popisać przed młodym chłopcem z sąsiedztwa, opowiada mu o sobie niestworzone historie. Od tej pory staje się prawdziwym idolem małego Tomka, co jednak szybko sprowadza na niego kłopoty. | 9 czerwca 2000                 | 37 minut     |
| 52. | Obiecujący młody człowiek („Young Man with a Horn”) | Mieszkanie Krawczyków odwiedza starsze małżeństwo, które mieszkało tam przed laty. Teraz mają własną firmę i żyją w dostatku. Karola to zainteresowało i poprosił o kilka rad "jak odnieść sukces". Od tej pory chce dążyć do doskonałości. Postanawia zacząć od siebie. Przy pomocy znajomych tworzy listę wad, których pragnie się pozbyć i zalet, które chce rozwijać. | 16 czerwca 2000                | 37 minut     |
| 53. | Napad („The Great Jewel Robbery”)                   | Karol chce tradycyjnie przypodobać się dyrektorowi Janowi Marszałkowi. Tym razem organizuje zbiórkę pieniędzy na prezent ślubny dla córki szefa. Zapomina jednak o urodzinach własnej żony. Kiedy do domu Krawczyków przychodzi paczka od jubilera – złoty zegarek, Alina jest przekonana, że to dla niej. By odzyskać zegarek i zręcznie wyjść z tej sytuacji, Karol chce zaaranżować napad na własne mieszkanie. Jego rozmowę z Tadkiem podsłuchuje prawdziwy kryminalista. | 23 czerwca 2000                | 34 minuty    |

## Seria piąta (jesień 2000)
| Nr  | Tytuł                                                 | Opis odcinka | Data pierwszej emisji | Czas trwania |
| --- | ----------------------------------------------------- | --- | --------------------- | ------------ |
| 54. | Koniec świata                                         | Danusia i Alina popadają w przygnębienie, bo wszystko się kiedyś kończy. Tymczasem Karol i Tadzio zastanawiają się, jak by tu zorganizować wyjazd na bardzo ważny mecz piłkarski do Manchesteru. Potrzebują kilku dni urlopu i przede wszystkim sporo pieniędzy. Wtedy Karol wpada na niemal genialny pomysł, by wykorzystać prasowe zapowiedzi końca świata, który rzekomo, wyliczony matematycznie, nastąpi za tydzień. Alina też ulega nastrojowi chwili i postanawia spełnić najgorętsze marzenie.                                                                                                | 8 września 2000       | 42 minuty    |
| 55. | Płyn na porost włosów („Hair-Raising Tale”)           | Karol daje się nabrać oszustowi na ulicy i kupuje od niego recepturę na płyn na porost włosów. Niczego nieświadomi Karol i Tadek rozpoczynają produkcję, a pierwsze efekty wypróbowują na kierowniku Barczaku. | 15 września 2000      | 37 minut     |
| 56. | Karol „Bombowiec” Krawczyk („The Bensonhurst Bomber”) | Tadzik kłóci się z wysokim mężczyzną. Wyzywa go na pojedynek z Karolem. Karol jest niemal pewien przegranej. Żeby wypłoszyć mężczyznę musi udowodnić, że nie ma sobie równych. | 22 września 2000      | 34 minuty    |
| 57. | Mecz derbowy                                          | Zbliżają się piłkarskie derby Warszawy: Legia – Polonia. Ten mecz bardzo interesuje dyrektora Jana Marszałka, jednak nie ma on pojęcia o polskiej lidze. Karol, widząc szansę na awans, mówi, że jest w tej dziedzinie ekspertem i może towarzyszyć Janowi Marszałkowi na derbach. Podczas meczu ma miejsce zadyma, w której, jak się okazuje, główną rolę odgrywa Tadek. | 29 września 2000      | 37 minut     |
| 58. | Szczęśliwe pudełka („Box Top Kid”)                    | Siostra Ali, Agata, wraz z mężem Staszkiem wygrali wycieczkę do Stanów Zjednoczonych tylko dlatego, że kupili jedną kostkę rosołową. Zazdrosny Karol postanawia nakupić różnych produktów z myślą, że coś wygra. Prosi o pomoc Tadka. | 6 października 2000   | 35 minut     |
| 59. | Awans („A Promotion”)                                 | Karol awansował na zastępcę kasjera. Przez nieuwagę zatrzasnął sejf i nie schował pieniędzy. Musiał je zabrać do domu. Następnego dnia już czekała na niego policja. | 13 października 2000  | 36 minut     |
| 60. | Wróżka                                                | Alina postanowiła zmienić życie rodziny Krawczyków i urządzić je za podszeptem wróżki, u której była jej mama, zgodnie z zasadami feng shui. Karol jest wściekły, myśli, jak przekonać żonę do starego porządku rzeczy. Wieczorem zjawia się Tadek z różdżką radiestezyjną. Uważa, że może zmiany nie są bez sensu. Karol wpada na genialny pomysł: wróżka musi zmienić przepowiednie i rady, wtedy wszystko będzie jak dawniej. A tą wróżką będzie Tadek. | 20 października 2000  | 35 minut     |
| 61. | Ochroniarze                                           | Karol przeżył dramatyczne zdarzenie. W samo południe, w centrum stolicy, jego tramwaj został zaatakowany przez dwóch napastników. Karol zachował się jak bohater. Błyskawicznie uciekł z miejsca napadu i wywiózł pasażerów w bezpieczne miejsce, na obrzeża miasta. Policja i telewizja były zachwycone jego akcją, tylko pasażerowie nie podzielali tej opinii. | 27 października 2000  | 35 minut     |
| 62. | Sprawa dla detektywa                                  | Wzburzony Karol opowiada po powrocie do domu, że kierując tramwajem, zauważył w pojeździe Dankę całującą się z jakimś nieznajomym mężczyzną i omal z tego powodu nie spowodował kraksy. Alina nie wierzy w jego rewelacje na temat przyjaciółki, szczególnie, że poprzedniego dnia Norkowie hucznie obchodzili rocznicę ślubu, ale wszystko wydaje się przemawiać na niekorzyść Danusi, nawet jej własne wypowiedzi. Karol i Tadzio zatrudniają prywatnego detektywa. | 3 listopada 2000      | 38 minut     |
| 63. | Metoda X                                              | Tadzio zapada na klaustrofobię, która uniemożliwia mu pracę w kanalizacji. Jest tak przerażony, że zgadza się poddać leczeniu tajemniczą metodą X, którą proponują mu dwaj ekscentryczni lekarze psychiatrzy. Jak się okazuje, metoda X polega na tym, że przebywający w klinice psychiatrycznej bohater musi cały czas nosić przepaskę na oczach, by przyzwyczaić się do ciemności. Na domiar złego, przez pomyłkę wypija wywar z grzybów halucynogennych i wydaje mu się, że znajduje się na łonie natury. Karol jest tak przerażony stanem przyjaciela, że uprowadza go z kliniki.                 | 10 listopada 2000     | 37 minut     |
| 64. | Ubezpieczenie na życie                                | Karol postanawia zostać agentem ubezpieczeniowym. Do współpracy bierze sąsiada Romana Kurskiego, a ten zapewnia mu rekordy sprzedaży. Okazuje się jednak, że pośród osób, z którymi Roman Kurski podpisał umowę, większość to zmarli, a pozostali to ludzie przebywający w więzieniu. Karol zostaje uznany za oszusta, ale jego firma nie zgłosi tego prokuraturze, jeśli Karol zwróci premię, którą dostał za ilość sprzedanych polis. Karol zdążył już całą premię przepuścić. | 17 listopada 2000     | 37 minut     |
| 65. | Rodzina patologiczna ("Move Uptown")                  | Alina chce, w tajemnicy przed Karolem, otworzyć u nich w mieszkaniu "domowe przedszkole". Złożyła już dokumenty i lada dzień mieszkanie ma odwiedzić specjalna komisja. Karol z kolei dowiaduje się od sąsiada Romana Kurskiego, że specjalna fundacja rozdaje rodzinom patologicznym nowe mieszkania na Żoliborzu. Karol pisze podanie, "podrasowuje" mieszkanie, stylizuje siebie na patologicznego i w tajemnicy przed Aliną wzywa komisję z tej fundacji. Nie dość, że Roman Kurski wprowadził go w błąd, to jeszcze gdy zjawia się komisja od przedszkola Karol dowiaduje się, że to z fundacji. | 24 listopada 2000     | 37 minut     |
| 66. | Przepraszam Cię                                       | Podczas oglądania telewizji Tadek mówi Karolowi o programie, w którym ludzie publicznie się przepraszają. Karol na początku to lekceważy, ale kiedy dowiaduje się, że za występ w tym programie i opowiedzenie w nim swojej historii można dostać 10 000 złotych, widzi w tym świetny interes. Jest nawet gotów pogodzić się z własną teściową. | 1 grudnia 2000        | 36 minut     |

## Seria szósta (jesień 2001)
| Nr  | Tytuł                                             | Opis odcinka | Data pierwszej emisji | Czas trwania |
| --- | ------------------------------------------------- | --- | --------------------- | ------------ |
| 67. | Rendez-vous w ciemno („Cupid”)                    | Karol postanawia pomóc koledze ze szkoły szukać miłości, jednak odbija się to na jego małżeństwie. | 1 września 2001       | 38 minut     |
| 68. | Bar szybkiej obsługi („Hot Dog Stand”)            | Karol i Tadzio planują otworzyć, za nieduże pieniądze, nowy, intratny interes. Jest to bar szybkiej obsługi w bardzo atrakcyjnym punkcie Warszawy. Problem polega na tym, że ich żony są temu przeciwne. Na szczęście udaje się wziąć kredyt bankowy. Wszystko udaje im się zbyt łatwo, ale tylko do czasu.         | 8 września 2001       | 37 minut     |
| 69. | Eksperyment medyczny                              | Karol i Tadek nie mają pieniędzy na wyjazd z Klubem Sierżanta. Nadarza się jednak okazja szybkiego zarobienia pieniędzy. Karol i Tadek mogą wziąć udział w eksperymencie medycznym przeprowadzanym przez doktora Zawiszę. Testowanie leku może powodować niezwykłe wizje.                                           | 15 września 2001      | 37 minut     |
| 70. | Partia                                            | Karol i Tadeusz rejestrują partię polityczną. W ten sposób zamierzają otrzymać lokal służbowy. Nie wszystko jednak przebiega zgodnie z planem. Co gorsza, partia przyciąga różne dziwne osoby o poglądach dość ekstremalnych. Przyjaciele muszą się z tego wyplątać.                                                | 22 września 2001      | 38 minut     |
| 71. | Krawczyk przeciwko Norkowi („Kramden vs. Norton”) | Urodziny Tadzia. Z tej okazji Karol zaprasza Alinę i Norków do kina. Obaj przyjaciele biorą udział w urządzonym tam konkursie. Główną nagrodą jest telewizor. Tadzio ma ogromne szczęście i wygrywa go. Ale bilety kupił Karol. Do kogo należy nagroda, to musi rozstrzygnąć sąd.                                   | 29 września 2001      | 37 minut     |
| 72. | Język Ciała                                       | Chodzą plotki, że Karol jest chory psychicznie. Na kolację do Krawczyków przychodzą rodzice Aliny. Karol zapowiada sobie, że ma być miły dla swojej teściowej. Później poznaje sekret, jak jego teść wytrzymuje ze swoją żoną, a następnie sam go próbuje przy Alinie, podczas gdy wizytę składa im doktor Zawisza. | 6 października 2001   | 38 minut     |
| 73. | Bjorn Bergenstrup                                 | Karol zobowiązał się podjąć u siebie tramwajarza z Norwegii. Norweg przyjechał, by poznać życie warszawskich kolegów po fachu. Pech chce, że Aliny nie ma w domu, a Tadek przypadkowo zalał Karolowi mieszkanie. Na dodatek i na sam gwałt trzeba znaleźć kogoś, kto udawałby panią Krawczyk.                       | 13 października 2001  | 32 minuty    |
| 74. | Egzorcysta                                        | Danka jest pochłonięta pismami poświęconymi wróżbom. Niespodziewanie stwierdza, że Karol stał się bardzo gwałtowny. Mówi, że jest opętany przez demony. Alinka dla świętego spokoju godzi się sprowadzić egzorcystę.                                                                                                | 20 października 2001  | 36 minut     |
| 75. | Tadzio Krawczyk i Karol Norek                     | Doktor Zawisza przeprowadza nowy eksperyment. Namawia Karola i Tadzia, żeby poddali się hipnozie. Eksperyment polega na zamianie osobowości i udaje się wyśmienicie. Tyle że są pewne niepokojące objawy. | 27 października 2001  | 36 minut     |
| 76. | Mordercy są wśród nas („Fortune Teller”)          | Karol spotyka wróżkę. Kobieta wyczytała z jego dłoni, że popełni on morderstwo. Karol koniecznie chce uniknąć przeznaczenia. Jednak wszystko, co robi, wydaje się popychać go do popełnienia okrutnej i okropnej zbrodni.                                                                                           | 3 listopada 2001      | 35 minut     |
| 77. | Mikołajki („The Turkey”)                          | Alina idzie na loterię w zajezdni, która jest organizowana z okazji Mikołajek. Przynosi stamtąd żywego indyka, którego wygrała Pamela Marszałek. Przy okazji Alinie zapodział się gdzieś pierścionek zaręczynowy.                                                                                                   | 10 listopada 2001     | 36 minut     |
| 78. | Walka płci („Battle Of The Sexes”)                | Karol prosi Tadka, żeby ten w końcu pokazał, kto rządzi w domu. Tadek posłusznie stosuje się do rad przyjaciela, co kończy się awanturą w obu małżeństwach. Alina wyprowadza się do Danki, a panowie gospodarują w mieszkaniu Krawczyków.                                                                           | 17 listopada 2001     | 38 minut     |
| 79. | Romeo z W(e)ronek                                 | Roman Kurski zakochał się w mamusi Aliny. Karol ma nadzieję, że mamusia będzie rzadziej odwiedzać córkę. Niestety, staje się odwrotnie. Oprócz mamusi w mieszkaniu Krawczyków przesiaduje również Roman Kurski. Tymczasem sąsiad spotyka tatę Aliny. Okazuje się, że obydwaj panowie się znają.                     | 24 listopada 2001     | 36 minut     |

## Seria siódma (wiosna–jesień 2002)
| Nr  | Tytuł                                         | Opis odcinka | Data pierwszej emisji | Czas trwania |
| --- | --------------------------------------------- | --- | --------------------- | ------------ |
| 80. | Kanalersi („Songwriters”)                     | Karol i Tadzio postanawiają założyć zespół muzyczny. Jednak do niego nadaje się tylko Tadzio. Kończy się to bójką z producentem muzycznym. | 10 marca 2002         | 42 minuty    |
| 81. | Wieczór we dwoje („Two Tickets to the Fight”) | Karol mówi Alinie, że wieczorem spędzą kolację we dwoje. Zapomina o tym jednak i przyjmuje zaproszenie na pojedynek bokserski z udziałem Dariusza Tygrysa Michalczewskiego od Tadzia. Karol próbuje pójść na walkę, ale wcześniej przychodzą goście: ciocia Jadzia z Zenkiem Klucznym.                | 17 marca 2002         | 33 minuty    |
| 82. | Krzyżacy                                      | Karol dowiaduje się, że organizowany jest casting do filmu Krzyżacy. Karol niecierpliwie się do niego przygotowuje. Okazuje się, że to tylko "szopka" dla Pameli Marszałek. | 24 marca 2002         | 37 minut     |
| 83. | Azor                                          | Karol pragnie przypodobać się dyrektorowi, którego żona prowadzi akcję pomocy dla zoo. Karol bierze pod opiekę osła. Okazuje się jednak, że każdy opiekun zwierzaka musi wziąć go do siebie do domu.                                                                                                  | 6 września 2002       | 37 minut     |
| 84. | Jajeczko Fabergé                              | Karol wraca z przyjęcia u dyrektora Jana Marszałka. Alince, wściekłej, że musiała zostać w domu, przynosi w prezencie jajeczko. Okazuje się jednak, że jest to cenne jajko Fabergé, które Pamela Marszałek ma zamiar odzyskać z pomocą policji.                                                       | 13 września 2002      | 38 minut     |
| 85. | Ukryte kamery                                 | Karol Krawczyk dał się namówić na zainstalowanie u siebie w domu ukrytych kamer. Niczego o tym nie powiedział swojej żonie, Alinie. Cała dzielnica, a przede wszystkim sąsiedzi i rodzina, podglądają Krawczyków. Karol z Tadziem postanawiają uatrakcyjnić widowisko. Piszą więc scenariusz serialu. | 20 września 2002      | 42 minuty    |
| 86. | Kuzguwu Boski Dynamit                         | Karol Krawczyk przypadkiem wchodzi do klubu nocnego. Tam zauważa Tadzia Norka, który ćwiczy na scenie numer artystyczny w towarzystwie dwóch tancerek. Tadek nie poznaje przyjaciela. Karol podejrzewa, że Tadek cierpi na rozdwojenie jaźni...                                                       | 27 września 2002      | 37 minut     |
| 87. | Odmienne stany świadomości („The Hypnotist”)  | Karol potrzebuje pieniędzy na wyjazd z drużyną FC Albatros. Namawia doktora Zawiszę, by ten zahipnotyzował Alinę i dowiedział się, gdzie schowała zaskórniaki. | 4 października 2002   | 35 minut     |
| 88. | Remont                                        | W mieszkaniu Krawczyków popękały rury. Tymczasem Karol postanawia zrobić remont. Niedługo potem okazuje się, że administracja poszukuje starych mieszkań do remontu. Przychodzą do Krawczyków. Okazuje się albowiem, że ci mają już wyremontowane mieszkanie.                                         | 11 października 2002  | 37 minut     |
| 89. | Mister uprzejmości                            | Karol bierze udział w konkursie na najbardziej uprzejmego pracownika komunikacji miejskiej. Trenerem Karola zostaje Tadzio. W ramach zaprawy upokarza swego ucznia, jak tylko może. Karol musi znosić te tortury z uśmiechem i pokorą.                                                                | 18 października 2002  | 37 minut     |
| 90. | Szefowa z kanałów                             | Tadzio jest podejrzany o współudział w napadzie na bank. Dowód jego niewinności znajduje się w gabinecie jego szefowej, kobiety-potwora. Tadek prosi Karola, który jest bardzo podobny do owej kobiety, o pomoc w odzyskaniu tego dowodu.                                                             | 25 października 2002  | 36 minut     |
| 91. | Copywriterzy                                  | Karol z Tadziem przepuścili pieniądze przeznaczone na wspólne wakacje. Muszą załatać tę dziurę budżetową, zanim dowiedzą się o tym ich żony. Znajomy powierza panom opracowanie sloganów reklamowych. Przyjaciele cierpią męki twórcze... O dziwo, zostają one zakupione.                             | 8 listopada 2002      | 35 minut     |
| 92. | Jedyny w swoim rodzaju                        | Danka opowiada Karolowi o teorii jej znajomego. Twierdzi on, że aby być bogatym, wystarczy wyglądać na bogatego. Karol przy pomocy Tadzia natychmiast wciela teorię w życie. Krawczyk zaprasza do domu biznesmena, z którym ma zawrzeć lukratywny kontrakt.                                           | 15 listopada 2002     | 38 minut     |
| 93. | Miłość jest ślepa                             | W Tadeuszu Norku zakochuje się gwiazda nocnego klubu, Anita. Myśli ona, że Tadzio nazywa się Karol Krawczyk i przychodzi wynegocjować z Aliną warunki zwrócenia Karolowi wolności. Debatę pań przerywa przybycie zazdrosnego narzeczonego gwiazdy.                                                    | 22 listopada 2002     | 39 minut     |
| 94. | List z Nigerii                                | Karol ma kolejny pomysł na genialny biznes. Dostał list z Nigerii, z którego wynika, że może łatwo zarobić dużą sumę pieniędzy, pomagając wytransferować za granicę milion dolarów. Alina jest przerażona. Prosi Tadzia, by wyperswadował Karolowi ten pomysł.                                        | 29 listopada 2002     | 42 minuty    |
| 95. | Honor Albatrosa                               | Karol i Tadzio przeżywają zbliżający się mecz z "Orłami Otwocka", który ma zdecydować o awansie do drugiej ligi szóstek. Alina i Danka, dla dobra własnych małżeństw, próbują dociec, co tak fascynuje ich mężów w piłce nożnej.                                                                      | 6 grudnia 2002        | 41 minut     |
| 96. | Nowy hymn                                     | Karol dowiaduje się, że został ogłoszony konkurs na nowy hymn. Przyjaciele z właściwą sobie pasją przystępują do tworzenia dzieła wychwalającego najważniejsze zalety Polski. Tymczasem wcale nie chodzi o hymn narodowy.                                                                             | 13 grudnia 2002       | 34 minuty    |

## Seria ósma (wiosna 2003)
| Nr   | Tytuł                       | Opis odcinka | Data pierwszej emisji | Czas trwania |
| ---- | --------------------------- | --- | --------------------- | ------------ |
| 97.  | Salon masażu                | Karol postanawia rozkręcić biznes i otworzyć salon masażu. Danusia i Alinka postanawiają wziąć sprawy w swoje ręce. Salon ma się mieścić w kuchni Krawczyków. Pierwszymi klientami są Pamela i Jan Marszałkowie. | 1 marca 2003          | 33 minuty    |
| 98.  | Karolashimaru Krawczykobono | Karol, na wyraźne polecenie kierownika Barczaka, ma wziąć udział w spartakiadzie tramwajarzy jako zawodnik sumo. Mama Alinki i ciocia Jadzia dzielnie sekundują treningom Karola. Alina jest załamana. Nie zgadza się na udział Karola w tej zbyt, jej zdaniem, roznegliżowanej dyscyplinie sportu. | 8 marca 2003          | 33 minuty    |
| 99.  | Ciotka z Ameryki            | Karol dostaje list od ciotki ze Stanów Zjednoczonych, która informuje go, że przyjeżdża za parę dni do Polski i chce go odwiedzić. Dla Karola oznacza to kłopoty, gdyż przez wiele lat oszukiwał ciotkę. Pisał do niej, że potrzebuje pieniędzy na dalsze kształcenie i pracę naukową, a ona przysyłała mu dolary. Teraz Karol ma zaledwie parę dni, by zostać profesorem. | 15 marca 2003         | 39 minut     |
| 100. | Koh-I-Noor                  | Karol przeczytał w gazecie, że skradziono brylant Koh-I-Noor, a sąsiad Roman Kurski przyniósł mu na przechowanie tajemnicze pudełko i zabronił otwierać. Karol chce się dowiedzieć, co jest w pudełku, więc Tadzio pomaga mu. | 22 marca 2003         | 38 minut     |
| 101. | Ale kino!                   | Alinka wyjechała na farmę piękności w ramach nagrody, którą wygrała w konkursie wiedzy o Woli. Karol przegrał w karty pieniądze na jedzenie i kombinuje, jak przeżyć do powrotu żony. Wymyśla, że wynajmie swoje mieszkanie jako scenografię filmu. Ponieważ zgłasza do agencji ogromny, ekskluzywny apartament, namawia Tadka, żeby przebrali się za hrabię i lokaja. Trzeba jeszcze przekonać Danusię, więc Karol proponuje jej rolę w filmie.                                                                                                   | 29 marca 2003         | 35 minut     |
| 102. | Informator                  | Podczas kursu Karol ma kolizję z maluchem. Kierownik Barczak okazuje Karolowi swoje niezadowolenie i nakazuje mu, w ramach rehabilitacji, przygotowanie gazetki zakładowej. Karol, przy pomocy wiernego Tadka, postanawia zemścić się na kierowniku Barczaku. | 5 kwietnia 2003       | 34 minuty    |
| 103. | Nowa twarz                  | Karol chce kandydować na radnego. Tadzio nie popiera tego pomysłu. Uważa, że on sam jest lepszym kandydatem. W końcu przyjaciele idą na kompromis. Postanawiają znaleźć młodą, niewinną osobę, wypromować ją, wygrać wybory, a później sterować nią, faktycznie sprawując władzę. | 12 kwietnia 2003      | 38 minut     |
| 104. | Mysz                        | W kamienicy pojawia się mysz. Karol z Tadzikiem, wietrząc dobry interes, postanawiają założyć firmę „myszobójców”. Ich żony, wraz ze współlokatorami, starają się wybić im ten pomysł z głowy. | 26 kwietnia 2003      | 35 minut     |
| 105. | Dola idola                  | Danka i Alina są zafascynowane pewnym młodym uczestnikiem programu Idol, synem koleżanki Aliny – Czarkiem Jankowskim. Zazdrośni Karol i Tadzio postanawiają porwać Kubę Wojewódzkiego z siedziby Polsatu i wymusić na nim swój udział w tym programie. | 3 maja 2003           | 35 minut     |
| 106. | Zjazd absolwentów           | Karol nie chce pójść na uroczystość z okazji zjazdu absolwentów jego technikum. Bardzo obawia się spotkania ze swoją wielką szkolną miłością, Marzenką. Zawiedziona Alinka idzie na bal sama. Wraca z nieoczekiwanym gościem. | 10 maja 2003          | 38 minut     |
| 107. | Medium                      | Do zajezdni przychodzi dziennikarka, żeby przeprowadzić z motorniczymi wywiad do artykułu reklamującego linie tramwajowe. Karol opowiada niestworzone historie, wzbudzając sensację na całej Woli, począwszy od sąsiadów, na dzielnicowej stacji telewizyjnej kończąc. Zostaje zaproszony do udziału w programie telewizyjnym. Tadzio Norek, znając paraliżującą tremę Karola, usilnie próbuje mu pomóc. Jego pomoc wywołuje w studiu sceny jak z prawdziwego horroru. Mimo realnej klęski występu Karola Krawczyka, program odnosi wielki sukces. | 17 maja 2003          | 34 minuty    |
| 108. | Wielki szmal                | Karol spotyka się z kuzynem, który jest finansistą. Zaraz po spotkaniu postanawia zbić fortunę, grając na giełdzie. Najpierw musi jednak zainwestować. Namawia Pamelę Marszałek, by powierzyła mu swoje oszczędności. | 24 maja 2003          | 35 minut     |
| 109. | Kwartet egzotyczny          | Alinka narzeka, że ciągle siedzi w domu i nie widuje ludzi. Danusia namawia ją, żeby przyłączyła się do zespołu muzyki latynoskiej w pobliskim domu kultury. Karol jest przeciwny temu pomysłowi. | 31 maja 2003          | 34 minuty    |
| 110. | Podwójne ubezpieczenie      | Kolejnym pomysłem Karola na wielki biznes jest wypychanie ptaków. Choć może się wydawać, że pomysł jest dość ryzykowny, to Karol z prawdziwym entuzjazmem podchodzi do jego realizacji. Wydaje się, że szczęście mu sprzyja. Jak w każdym interesie, trzeba najpierw zainwestować. A tu Alinka wygrywa w zdrapkę malucha. Karol od razu kombinuje, jak spieniężyć wygraną, żeby móc wypychać. | 7 czerwca 2003        | 39 minut     |

## Seria dziewiąta (jesień 2003)
| Nr   | Tytuł              | Opis odcinka | Data pierwszej emisji | Czas trwania |
| ---- | ------------------ | --- | --------------------- | ------------ |
| 111. | Wywiadówka         | W mieszkaniu Krawczyków, pod pretekstem pożyczenia wałka do ciasta, zjawia się córka nowej sąsiadki. Dziewczyna zwierza się Karolowi i Tadziowi ze swych szkolnych problemów. Mianowicie wychowawczyni wezwała jej ojca na rozmowę. Tymczasem ona ojca nie ma, matki zaś nie chce martwić. Karol podejmuje się odegrać rolę tatusia. | 6 września 2003       | 39 minut     |
| 112. | Wspólny wróg       | Karol i Tadzio są w stanie wojny. Ku zdumieniu Aliny i Danki ciche dni trwają i trwają. Tego nie da się wytrzymać! Przyjaciółki postanawiają pogodzić zwaśnionych mężów. A ponieważ do rozejmu doprowadzić ich może tylko wspólny wróg, więc sprytne połowice są zdecydowane kogoś takiego znaleźć. | 13 września 2003      | 39 minut     |
| 113. | Trup w szafie      | Do zajezdni przychodzi kobieta w sprawie odszkodowania. Karol niechcący uderza ją drzwiami od szafki. Kobieta traci przytomność. Karol, który nie ma pojęcia, że owa pani cierpi na niezwykle rzadką i nietypową dolegliwość, jest przekonany, że ją zabił. By pozbyć się dowodu przestępstwa, ukrywa "zwłoki" w szafie. | 20 września 2003      | 39 minut     |
| 114. | Baca               | Do Krawczyków sprowadza się znajomy baca, który poszukuje sezonowej pracy w stolicy. Alinka i Danka świata poza góralem nie widzą, a to już mocno niepokoi Tadzia i Karola. Obaj zgodnie stwierdzają, że trzeba bacy znaleźć inne lokum. | 27 września 2003      | 38 minut     |
| 115. | Kit Show           | Tadzio instaluje u siebie lokalną telewizję kablową. W głowie Karola natychmiast rodzi się genialny plan – zostaną gwiazdami telewizji. Przyjaciele proponują właścicielowi kablówki własny talk-show na żywo. Ich pierwszymi gośćmi mają być Robert Korzeniowski i Andrzej Grabowski. | 4 października 2003   | 41 minut     |
| 116. | SMS                | Do zajezdni przychodzi Tadzio i prezentuje Karolowi kupiony w promocji telefon komórkowy. Karol chce zaszpanować przed Poldkiem Misiakiem. Dzwoni do niego z komórki Tadka, ale przez pomyłkę dodzwania się do obcej kobiety. Ta wkrótce przysyła mu SMS-a. | 11 października 2003  | 39 minut     |
| 117. | Tajny szyfr        | Karol znajduje w tramwaju paczkę. W środku jest biały proszek. Gdy wraz z Tadziem zastanawiają się, co z tym zrobić, przychodzi inspektor Kopek. Wyjawia, że jest na tropie wolskiego kanału przerzutu narkotyków. Proponuje, by Karol i Tadzio pracowali dla niego jako tajni agenci. | 18 października 2003  | 39 minut     |
| 118. | Alergia            | Karol jest nieszczęśliwy. W zajezdni zaczyna się szkolenie BHP, którego nienawidzi. W tym samym czasie do Tadzia przychodzi doktor Zawisza, by namówić go na zastosowanie nowatorskiej metody leczenia alergii. To nasuwa Karolowi pewną myśl. | 25 października 2003  | 35 minut     |
| 119. | Strajk             | Karol dowiaduje się, że warszawskie tramwaje bankrutują, a dyrektor Jan Marszałek pojechał do Niemiec w poszukiwaniu inwestora. Karol postanawia nie dopuścić do sprzedaży Polski Niemcom i ogłasza strajk głodowy. | 1 listopada 2003      | 40 minut     |
| 120. | Męski ideał        | Tadzio i Karol znajdują w babskim piśmie ankietę zatytułowaną "Czy twój partner jest męskim ideałem?". Skuszeni atrakcyjną nagrodą wypełniają ankiety i wysyłają na adres redakcji. Wkrótce w domu Krawczyków zjawia się wysłanniczka pisma. Chce rozmawiać z Aliną. | 8 listopada 2003      | 38 minut     |
| 121. | Ziarnko do ziarnka | Mama Alinki proponuje Krawczykom, by przeprowadzili się do Milanówka, w jej sąsiedztwo. Wpłaca nawet na konto Alinki i Karola część pieniędzy na nowe lokum. Tymczasem małżonkowie nie zamierzają zmieniać mieszkania. Teraz oboje kombinują, jak załatwić sprawę po swojej myśli. | 15 listopada 2003     | 38 minut     |
| 122. | Pokerowa zagrywka  | Dyrektor Jan Marszałek prosi Karola, by ten zastąpił go w grze w pokera. Musi odegrać stracone tydzień wcześniej 15 tysięcy zł, a sam nie chce grać, bo usiłuje odzwyczaić się od hazardu. Karol podejmuje się tego zadania, choć o grze w pokera nie ma najmniejszego pojęcia. | 22 listopada 2003     | 33 minuty    |
| 123. | Mur, czyli zemsta  | Alinka prosi fachowca o wymurowanie blatu w kuchni. Karolowi nie podoba się ten pomysł. Gdy więc pod nieobecność Alinki przychodzi murarz Wojtek Kozłowski, Karol dyskutuje z nim, kłóci się, wreszcie obraża majstra i niszczy mu poziomicę. Gdy zjawia się Tadzio, znajduje przyjaciela zamurowanego w sypialni. | 29 listopada 2003     | 40 minut     |
| 124. | Kolędnicy          | Dyrektor Jan Marszałek poleca swoim pracownikom zorganizowanie świątecznej imprezy artystycznej dla bliżej nieokreślonych oficjeli. Karol i Tadzio mają przygotować szopkę polityczną. Kierownik Barczak podpowiada, że powinna to być satyra na radnych miejskich. | 6 grudnia 2003        | 33 minuty    |
| 125. | Supermarket        | W kamienicy panuje wielkie poruszenie. Wieść niesie, że dom ma być wyburzony, w jego miejsce ma powstać supermarket, a lokatorzy dostaną w zamian nowe, piękne mieszkania. Karol, którego przepełnia lokalny patriotyzm, pisze odwołania, petycje. Niestety, bez skutku. W akcie desperacji przykuwa się do drzwi wejściowych domu. | 13 grudnia 2003       | 32 minuty    |
| 126. | Lepsze życie.pl    | Tadzio postanawia zostać wynalazcą i zakłada stronę internetową „lepsze życie.pl”, na której zamieszcza opisy swoich i Karola wynalazków. Karol poszerza witrynę o kącik porad życiowych. Okazuje się, że jego dyskusje z internautami biją rekordy popularności. Dyrektor Jan Marszałek postanawia odkupić od Karola i Tadka świetnie prosperującą stronę internetową za 200 tysięcy zł. Tymczasem Alina ma dla Karola niespodziankę – okazuje się, że jest w ciąży. | 20 grudnia 2003       | 33 minuty    |

## Fabularne odcinki specjalne
| Tytuł                        | Opis odcinka | Data pierwszej emisji | Czas trwania |
| ---------------------------- | --- | --------------------- | ------------ |
| Wielkie manewry              | Po świętach Wielkanocnych członkowie Klubu Sierżanta planują wybrać się do Paryża na Międzynarodowe Wielkie Manewry Sierżantów. Jednak sierżantom brakuje pieniędzy na ten cel, więc postanawiają zebrać je z funduszy prywatnych. Niestety, Alina i Danka nie dadzą swoim mężom pieniędzy, ponieważ chcą jechać na święta do Tunezji. | 23 kwietnia 2000      | 46 minut     |
| Cypryjski łącznik            | Zbliżają się Święta Bożego Narodzenia. Krawczykowie i Norkowie planują wyjazd na Cypr. Jednak ich żony chcą jechać tylko ze swoimi mężami. Panowie chcą natomiast jechać w czwórkę. W końcu wychodzi na zdanie żon, ponieważ Karol z Tadziem pokłócili się. Jednak w hotelu dochodzi do spotkania.                                     | 25 grudnia 2000       | 49 minut     |
| Wewnętrzne dziecko           | Zbliżają się Święta Bożego Narodzenia. Karol nie ma pieniędzy na prezent dla Alinki. Niespodziewanie zjawia się agent reprezentujący instytut naukowy. Mężczyzna namawia Karola i Tadzia do udziału w eksperymencie. | 25 grudnia 2001       | 55 minut     |
| Bardzo białe Boże Narodzenie | Karol i Tadzio postanawiają jechać do Zakopanego, by dopełnić patriotycznego obowiązku. Zamierzają dopingować Adama Małysza podczas konkursu skoków narciarskich. Gdy samochód grzęźnie w korku, nasi kibice ruszają na przełaj przez góry. Wkrótce obaj przyjaciele trafiają do odciętej od świata górskiej chaty.                    | 25 grudnia 2002       | 46 minut     |
| Zbyszek                      | Karol zapomniał o urodzinach żony. Ratując sytuację, obiecuje jej ekstra prezent. Alina marzy o płycie Zbigniewa Wodeckiego. Karol obiecuje jej nie płytę, lecz artystę we własnej osobie. Żeby spełnić przyrzeczenie, prosi o pomoc swego sąsiada, Romana Kurskiego.                                                                  | 19 kwietnia 2003      | 43 minuty    |

## Materiały zza kulis, reportaże
| Tytuł                                 | Opis odcinka                                    | Data pierwszej emisji | Czas trwania |
| ------------------------------------- | ----------------------------------------------- | --------------------- | ------------ |
| Na planie nowego serialu MIODOWE LATA | Kulisy powstawania nowego serialu Miodowe lata. | 20 września 1998      | 25 minut     |
| Jak się robi MIODOWE LATA             | Kulisy powstawania serialu Miodowe lata.        | 25 grudnia 1999       | 27 minut     |

## Całkiem nowe lata miodowe (jesień 2004)
| Nr  | Tytuł                   | Opis odcinka | Data pierwszej emisji | Czas trwania |
| --- | ----------------------- | --- | --------------------- | ------------ |
| 1.  | Willa                   | Karol i Tadzio wpadają na pomysł, by sprzedać swoje mieszkania i zamieszkać w willi w Konstancinie. Są przekonani, że niedługo rozkręcą interes życia, więc nie będzie kłopotów ze spłacaniem rat. Pierwsza rata wynosi 200 tysięcy. Po sprzedaniu mieszkań zatrzymują się wraz z żonami u mamy Aliny, która przebywa w sanatorium. We czwórkę gnieżdżą się w dwóch pokojach, ale wizja willi osładza im wszelkie niedogodności losu. Nie mogą tylko dojść do porozumienia, kto będzie mieszkał na dole, a kto na górze wspólnego domostwa. Karol i Tadzio dopiero przy podpisywaniu umowy odkrywają, że zaliczka wynosi 200 tysięcy euro, a nie złotych, jak myśleli wcześniej. Raty w euro są poza ich zasięgiem finansowym. | 4 września 2004       | 23 minuty    |
| 2.  | Bajkowa – róg wspomnień | Karol i Tadzio kłócą się z powodu nieudanej transakcji zakupu domu. Tymczasem mama Aliny wraca z sanatorium. Życie pod jednym dachem w 5 osób jest nie do zniesienia. Karol i Tadzio wyprowadzają się do zajezdni. W końcu nocują w nieużywanym garażu Poldka Misiaka. Ich żony przeprowadzają się do taniego domu-bliźniaka. W tajemnicy przed mężami wpłacają pierwszą ratę. Dom mieści się przy ulicy Bajkowej, niedaleko ulicy Wspomnień. Karol i Tadzio postanawiają odszukać swoje małżonki. | 11 września 2004      | 23 minuty    |
| 3.  | Nowy dom                | Karol i Tadzio postanawiają uwolnić Danusię z rąk podejrzanego adoratora. Niestety, w bezpośrednim starciu odnoszą druzgocącą porażkę. Wkrótce okazuje się, że ich rywal w rzeczywistości jest sąsiadem, pomagającym Danusi i Alinie przy przeprowadzce. Gdy okazuje się, że mężczyzna jest człowiekiem sukcesu, Karol postanawia się z nim zaprzyjaźnić. Od tej pory będzie go zasypywał kolejnymi pomysłami. Tymczasem wraz z Tadziem zwiedzają nowy dom, który kupiły ich żony. Obaj mają mnóstwo pomysłów na jego urządzenie. Wkrótce wybucha ogromna awantura. Powodem jest podział ogrodu. Dziewczyny zarządzają sprzątanie i malowanie. Karol i Tadzio odmalowują pokój, co powoduje jeszcze większe zamieszanie. | 18 września 2004      | 23 minuty    |
| 4.  | Sąsiedzi                | Karol i Tadzio zdemolowali mieszkanie w trakcie malowania. Ich żony starają się po nich posprzątać. Nagle w domu pojawia się sąsiadka – Agnieszka. Gospodarze częstują ją kompotem. Starają się być bardzo gościnni. Próbują wyjaśnić Agnieszce, czym się zajmują. Wkrótce na miejscu pojawiają się Alina i Danka. Agnieszka wychodzi, jednak Karol i Tadzio nie mogą o niej zapomnieć. Zastanawiają się, czym mogą jej zaimponować. Karol wybiera się do Rafała, żeby przedstawić mu swój idiotyczny pomysł wynalazku – nowej komórki wieloczynnościowej. Rafał przyjmuje go w swoim domu – przy basenie. Karol, przedstawiając sąsiadowi swoją wizję pomysł, wpada do wody. Po powrocie do domu oświadcza Alinie, że rzuca pracę. Jego żona jest przerażona. | 25 września 2004      | 23 minuty    |
| 5.  | Biznesplan              | Karol i Tadek wybierają się do banku. Zamierzają wystąpić o kredyt, który pozwoliłby im rozkręcić interes. Alina i Danka wątpią w to, czy im się uda. Ich mężowie nie napisali nawet biznesplanu. Oczywiście, rozmowa z bankierem kończy się totalną klapą. Tadek i Karol postanawiają zabrać się profesjonalnie do rzeczy. Zakupują książki dotyczące biznesu i zabierają się do samokształcenia w dziedzinie praw rynku. Łamią sobie głowy nad znaczeniem słów takich jak hipoteka i rewindykacja. Nagle do salonu wpada wściekła Danka z wieścią, że w ich sypialni właśnie przecieka sufit i całe łóżko jest mokre. Czwórka przyjaciół ląduje w sypialni Krawczyków w jednym łóżku. | 2 października 2004   | 23 minuty    |
| 6.  | Czyste pieniądze        | Karol i Tadek znów wybierają się do banku. Ich dobre samopoczucie zostaje zakłócone przez kolejne ponaglenie dotyczące spłaty kredytu. Gdy za oknem rozlega się klakson, obaj wpadają w panikę. Sądzą, że pod ich drzwiami czeka komornik. Okazuje się, że to człowiek z szambiarką, który proponuje im lewy układ z wywozem nieistniejących nieczystości. Karol przegania oszusta. Wizyta w banku kończy się jak zwykle niepowodzeniem. Projekt ich przedsięwzięcia zostaje oceniony jako pozbawiony sensu. Ich żony wyciągają pochowane po kątach zaskórniaki, z których zbiera się kwota na spłatę raty. Tymczasem Karol wpada na pomysł, że złamie rękę Tadkowi. Pieniądze z ubezpieczenia pozwolą im wyjść z kłopotów. Tadek w panice ucieka przed Karolem. | 9 października 2004   | 23 minuty    |
| 7.  | Zaproszenie             | U Agnieszki w domu ma się odbyć bal charytatywny. Norkowie i Krawczykowie dostają na niego zaproszenie, jednak wstęp kosztuje aż 500 złotych od pary. Alina i Danka, nie mając tak dużej kwoty, rezygnują z zabawy. Karol przekonuje kobiety, że kontakty nawiązane podczas imprezy będą miały duże znaczenie dla interesu jego i Tadka. Mężczyzna postanawia, że zamiast wygórowanej opłaty jego żona upiecze ciasteczka dla uczestników balu. Produkty na nie Karol wykrada ze spiżarni swojej teściowej. Niebawem u Krawczyków zjawia się mama Aliny. Rozpoznaje swoje przetwory na ciasto. | 16 października 2004  | 23 minuty    |
| 8.  | Sprzedawcy marzeń       | Karol i Tadek wraz z żonami udają się na przyjęcie charytatywne. Podczas balu Tadzik odciąga brylującego wśród gości przyjaciela i informuje go o nagłych kłopotach. Mówi mu, że zatkało się szambo i trzeba je natychmiast udrożnić, by impreza nie skończyła się przedwcześnie. Koledzy decydują się na podjęcie akcji ratunkowej. Przebierają się, by żaden z gości nie rozpoznał ich przy tak niegodnym zajęciu. Z powodu problemów z szambem Karol spóźnia się na aukcję, którą miał poprowadzić. | 23 października 2004  | 23 minuty    |
| 9.  | Komornik                | Do domu Krawczyków i Norków wdziera się komornik. Wykorzystał moment nieobecności gospodarzy. Mężczyzna pieczętuje wszystkie wartościowe rzeczy znajdujące się na miejscu. Znajduje starą maszynę do szycia, o której nikt z gospodarzy nie miał pojęcia. Wkrótce okazuje się, że funkcjonariusz pomylił adres i zajął niewłaściwy dom. Karol i Tadzio umawiają się z nim na piwo. Gdy panowie toczą dysputę w barze, Alina i Danka wpadają na pomysł wykorzystania starej maszyny i uszycia wyprawki dla przyszłego dziecka Ali i Karola. W drodze z baru, Karol wpada na pomysł kolejnego biznesu, który ma zapewnić jego najbliższym dostatek i powodzenie. Kiedy widzi, że jego żona postanowiła szyć ze starych ścinków ubrania dla jego syna, dostaje ataku wściekłości. | 30 października 2004  | 23 minuty    |
| 10. | Szambella               | Tadzio stwierdził, że pomysły biznesowe Karola zawsze prowadzą do katastrofy. Postanawia trzymać się swojej szambiarki. Tymczasem dziewczyny w drodze z zakupów wpadają na pomysł spreparowania metek i doszycia ich do ubrań szytych na maszynie. Mają nadzieje, że ubranka z firmową metką będą mniej drażnić Karola. Okazuje się, że Danka jest w szóstym tygodniu ciąży. Tadek jeszcze nie wie, że zostanie ojcem. Tymczasem zamartwia się tym, że Karol nie chce włączyć się w jego pomysł z szambiarką. Gdy wraca do domu, Danka usiłuje mu powiedzieć, że będą mieli dziecko. Później następuje seria niedomówień. W jej wyniku Tadek jest święcie przekonany, że Karol chce mu odebrać szambiarkę, a Danka, Ala i Karol myślą, że Tadzio ma gdzieś już jakieś dziecko. | 6 listopada 2004      | 23 minuty    |
| 11. | Szantażyści             | Alina i Danka chcą założyć własną firmę dziewiarską. Taki pomysł podsunęła im Agnieszka. Ma ona im pomóc w zdobyciu nowoczesnej maszyny do szycia. Wracając do domu Agnieszka spotyka Rafała. Mężczyzna bardzo by chciał powiedzieć jej prawdę o swoich uczuciach. Niestety, jest chorobliwie nieśmiały. Wkrótce Agnieszka znajduje w swojej skrzynce tajemniczy list. Jest przekonana, że pada ofiarą szantażysty. Okazuje się, że listy od szantażysty dostali wszyscy w okolicy oprócz Norków i Krawczyków. Dzielnicowy, przesłuchując zdezorientowaną czwórkę, pokazuje im ów list – ulotkę. Tadzio blednie z przerażenia. | 13 listopada 2004     | 23 minuty    |
| 12. | Nie ma jak ciąża        | U Krawczyków zjawiają się Jan Marszałek z Pamelą. Mężczyzna chce złożyć Karolowi i Tadkowi gratulacje za wygraną w konkursie Pierwszy biznesowy krok. Wkrótce okazuje się, że chodzi o Bejbusia, firmę Aliny i Danki. Jan Marszałek jest tak zachwycony projektem, że chce odkupić od nich firmę. Alina i Danka nie dopuszczają do siebie takiej możliwości. Karol i Tadzio postanawiają nakłonić je do tego pomysłu. Podstępem zatrzymują Jana Marszałka z Pamelą na noc. Tymczasem po zmroku dochodzi do skandalicznych wydarzeń. Rankiem panowie muszą się gęsto tłumaczyć przed swoimi żonami. Alina i Danka wybaczą Karolowi i Tadkowi nocne ekscesy pod warunkiem, że ci nigdy nie będą się wtrącać w sprawy związane z ich firmą. | 20 listopada 2004     | 23 minuty    |
| 13. | Casting na szwaczkę     | Alina urządza szwalnię w garażu. Nagle dostaje skurczy porodowych. Do szpitala odwożą ją Rafał, Agnieszka i Danka. Karol i Tadek byli w barze, gdzie użalali się nad swym losem. Gdy w końcu odwiedzają Alinę w szpitalu, zostają zatrzymani na dwudniowej obserwacji. Żony proszą ich, by przeprowadzili nabór szwaczek do firmy. Mężczyźni organizują profesjonalny casting. Każą się przebrać kobietom poszukującym pracy w stroje kąpielowe i zaprezentować na wybiegu. Niespodziewanie w domu pojawiają się Alina z Danką. | 27 listopada 2004     | 23 minuty    |
| 14. | Szkoła rodzenia         | Karol i Tadek, zmuszeni do porządkowania ogrodu, zastanawiają się, jak pozbyć się na jakiś czas swoich żon. Zamierzają znaleźć im jakieś absorbujące zajęcie. Postanawiają wysłać je do szkoły rodzenia. Prowadzącym szkolenie będzie doktor Zawisza. Jednak nic nie układa się po myśli sprytnych mężczyzn. W efekcie zabiegów Ali i Danki na kursie lądują Karol, Tadek oraz rodzice Aliny. Dziewczyny tymczasem wychodzą na spotkanie biznesowe. Ojciec Aliny symuluje atak korzonków i wymyka się na randkę ze swą byłą sekretarką. Doktor Zawisza w pewnym momencie sugeruje, że żony Karola i Tadzia nie należą do najwierniejszych. Rozwścieczona tym stwierdzeniem teściowa Karola, wyrzuca doktora z domu i postanawia poprowadzić dalej szkolenie. Z tej opresji nieszczęsnych przyszłych ojców ratują żony wracające ze spotkania biznesowego. Przynoszą jednak wieści, że próbna kolekcja Bejbusia bardzo spodobała się klientom. | 4 grudnia 2004        | 23 minuty    |
| 15. | Swaty                   | Danka i Alina postanawiają wyswatać Rafała z Agnieszką. Karol i Tadek również mają taki zamiar. Danka czyta książki o magii. Tam szuka wskazówek, jak można wzbudzić uczucie pomiędzy dwojgiem ludzi. Chce wykorzystać do tego kolczyk Agnieszki, który potem Ala znalazła przed jej domem. Wkrótce przyszli małżonkowie zostają zaproszeni na herbatę do Krawczyków. Agnieszka w ostatniej chwili odwołuje swoje przyjście. Na stole znajduje się torcik, który rzekomo, Agnieszka upiekła specjalnie dla Rafała. Przypadkowo Karol zjada kawałek przeznaczony dla Rafała. Po chwili zrywa się z dzikim krzykiem. Ułamał ząb na kolczyku Agnieszki, który Danka specjalnie włożyła do tortu, aby Rafał go zjadł i zakochał się w Agnieszce. | 11 grudnia 2004       | 23 minuty    |
| 16. | Pret a porter           | Alina i Danka są już w zaawansowanej ciąży. Pewnego dnia obie zostają zaproszone na prestiżowy pokaz mody znanego projektanta, Aladiusa Klinge. Mają tam zaprezentować kolekcję ubranek dla dzieci wyprodukowanych przez ich firmę. Karol i Tadek zamierzają zająć się profesjonalnym przygotowaniem pokazu. Pod nieobecność dziewczyn zapraszają do domu atrakcyjną modelkę. Karol szyje dla dziewczyny ogromną pieluchę. Przypłaca to poranionymi palcami. Wreszcie nadchodzi dzień wielkiego pokazu. Karol i Tadek udzielają jakichkolwiek wywiadów, potem będą w telewizji i pozują do zdjęć w towarzystwie modelek. | 18 grudnia 2004       | 23 minuty    |
| 17. | Narodziny               | Karol i Tadzio oczekują w szpitalu narodzin dzieci. Dowiadują się, że wszystko potrwa jeszcze jakiś czas i wracają do domu. Panowie postanawiają przygotować mieszkanie na przyjęcie potomków i zamieniają salon w pobojowisko. Po telefonie ze szpitala wracają do żon. Na miejscu okazuje się, że to Danka urodziła synka. Zawiedziony Karol walczy jednak z zazdrością i ze szczęściem, ponieważ jemu urodziła się córeczka. W domu przyjaciele zastają matkę Aliny, który ta zapędza obu panów do robienia porządków. W końcu jednak w domu zjawiają się dzieci. | 25 grudnia 2004       | 23 minuty    |